# Puerto deportivo Las Fuentes

Contraseña de la provincia marítima de Castellón a la que pertenece.

El Puerto Deportivo Las Fuentes, inaugurado a principios del año 1985, se sitúa en el municipio de Alcalá de Chivert, en la provincia de Castellón (España). Cuenta con 275 amarres deportivos, para una eslora máxima permitida de 20 metros, siendo su calado en bocana de 4 m. Está gestionado por la Sociedad Náutica Las Fuentes. Este club no cuenta con el distintivo de Bandera Azul.

## Instalaciones

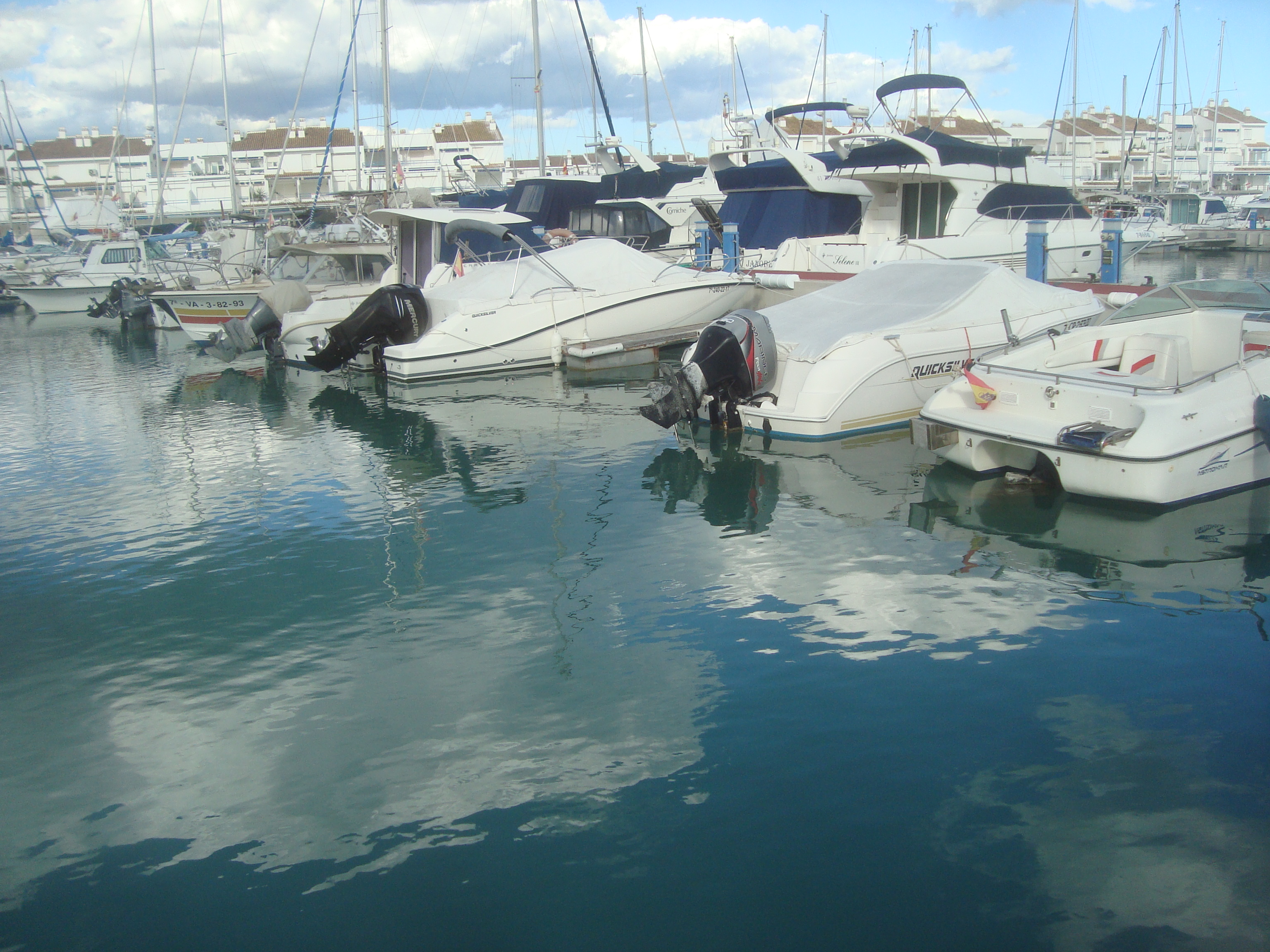
Puerto Deportivo Las Fuentes de Alcossebre.

Amarres de cortesía, baños con duchas, numerosos restaurantes, pubs, heladerías, alimentación, gasolina, gasoil, aseos, banco, grúa, bar, hielo, recogida de basuras, hotel, botiquín, información, lavandería, correos, duchas, médico, farmacia, meteorología, muelle de espera, bandera azul en playas (el puerto como tal carece de ella), venta de embarcaciones, estacionamiento, peluquería, radio, seguridad, restaurantes, tiendas, teléfono, taxis, talleres.

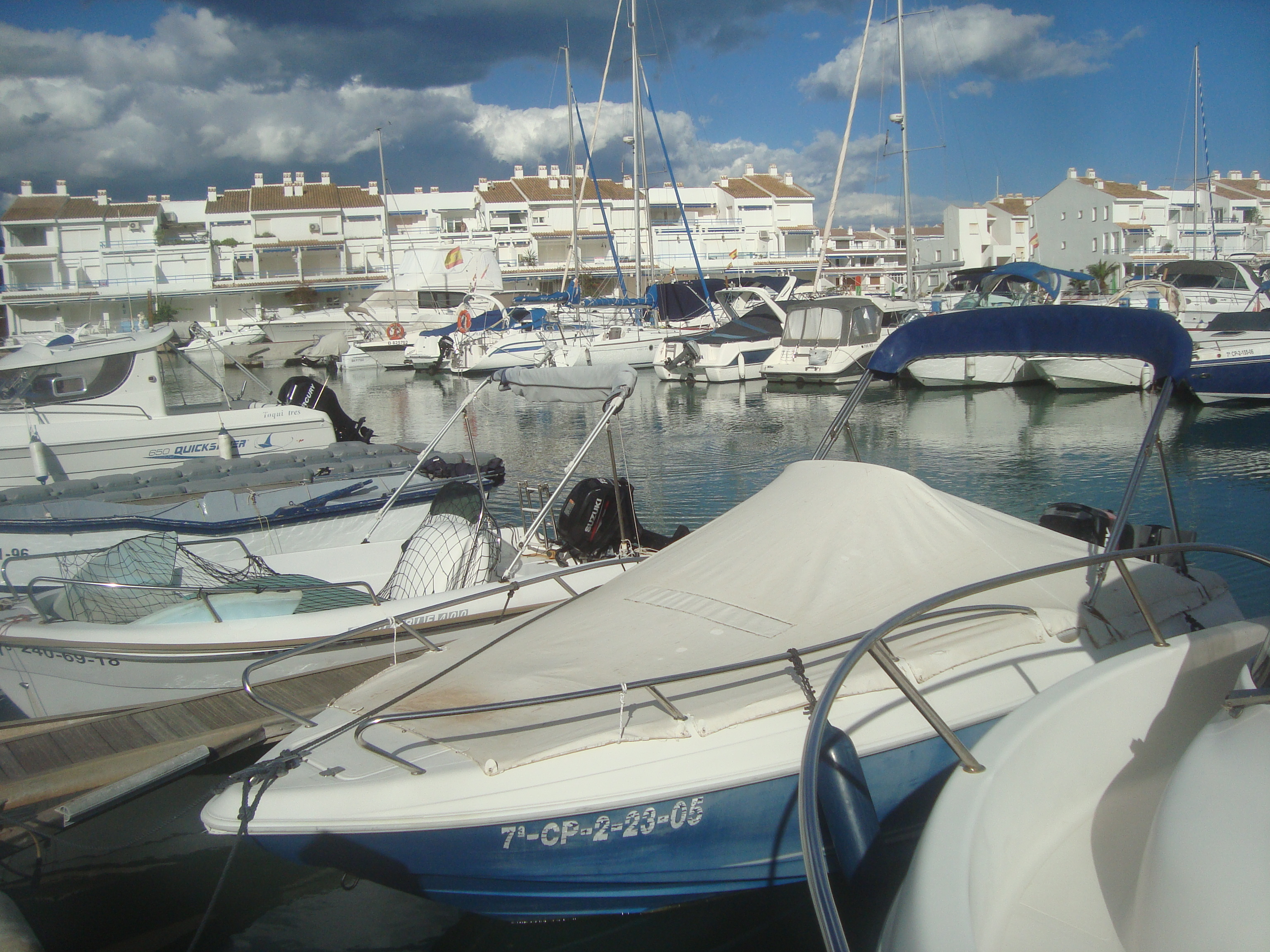
Puerto Deportivo Las Fuentes, Alcossebre.

## Distancias a puertos cercanos
- Puerto Deportivo de Benicarló 8 mn
- Puerto Deportivo de San Carlos de la Rápita 27 mn
- Puerto Deportivo de Oropesa 13,5 mn
- Club Náutico de Castellón 22 mn.

## Actividad deportiva
El puerto cuenta con el centro de buceo Barracuda. 
Alberga las instalaciones de una escuela de vela homologada, Club de Vela Alcossebre, en la que se imparten cursos de crucero y vela ligera.